# センチュリー (雑誌)
『CENTURY』（センチュリー）は、発売星雲社、発行現代画報社による月刊の企業情報誌である。前身の月刊誌「現代画報」をリニューアルして創刊された。

## 概要
- 発行元の現代画報社は、1997年から同種のビジネス誌「現代画報」を発行しており、センチュリーも毎月1日発売で、定価は1575円を継承している。
- 対談形式の有料広告誌で、中小企業の活躍に焦点を当てて紹介しているのが特徴。紙媒体の一般的な書籍とともにAmazonの電子書籍であるKindleでも購入可能である。通信販売や定期購読をメインにしているが、書店でも注文すれば普通に購入可能（配本は行っていない）。
- 記事作成のため必ず現地取材を行っており、現役の俳優やタレントがゲストインタビュアーとして加わることもある。
- 取材申し込みは、記者からの電話またはFAXにて行われ、趣旨説明、取材日時とゲスト名、掲載費用について説明があり、希望した企業にのみ訪問する形式を取っている。号ごとに取材地域や業種などを選定して特集を組む。
- 雑誌に掲載された経営者は、企業間交流を目的としたWEBサービスである異業種ネットに参加できる。

日本国における納本義務に則って、国会図書館に寄贈している